# Grzimislava Luška
Grzimislava Ingvarevna Luška (poljsko Grzymisława) je bila kijevska princesa, hčerka velikega kijevskega kneza Ingvarja Kijevskega, in po poroki z Leškom I. Belim krakovska vojvodinja žena, * verjetno med 1185 in 1195, † verjetno 8. november 1258.

## Življenje
S krakovskim vojvodom Lešekom I. Belim se je poročila leta 1207. Poroka je bila del Leškove politike širitve vpliva proti vzhodu. Po atentatu nanj in smrti 24. novembra 1227 je postala regentka v imenu svojega mladoletnega sina Boleslava V. Sramežljivega. Ko je Boleslav odrasel in postal samostojen vladar, je bil še vedno pod znatnim vplivom svoje matere. 
Grzmislava je bila tesno povezana s frančiškanskim samostanom v Zawichostu in postala njegova dobrotnica. Umrla je med 14. junijem in 24. decembrom 1258, mogoče 8. novembra. Pokopana je bila verjetno v frančiškanskem samostanu v Zawichostu.

### Nejasnosti
Nekateri zgodovinarji menijo, da se je Lešek I. Beli porčoil ali zaročil leta 1207 ali 1208 z Ingvarjevo hčerko neznanega imena. Kasneje, med letoma 1208 in 1211 se je poročil z Grzimislavo, ki je bila morda hčerka Jaroslava Kijevskega.

## Družina
Grzimislava in Lešek Beli sta imela tri otroke:
- Salomeo  (1211/1212 – 1268), poročeno s Kolomanom Lodomerski, kasneje razglašeno za blaženo,
- Heleno († 1265), poročeno z Vasiljkom Romanovičem,[6] in
- Boleslava V. Sramežljivega (21. junij 1226 – 7. december 1279), očetovega naslednika.